# Stazioni mobili di emergenza
Le stazioni mobili di emergenza sono infrastrutture trasportabili, che consentono una operatività immediata in spazi ristretti. Il loro impiego è strategico per la rapida estensione della copertura di rete cellulare, la messa in servizio di collegamenti radio punto a punto ed in supporto ad un incremento del volume di traffico nel caso di eventi straordinari (manifestazioni sportive, musicali, situazioni di emergenza sociale, eventi catastrofici etc). 
La struttura portante mobile è compresa di piedi stabilizzatori e martinetto di livellamento. 
Le stazioni mobili di emergenza non richiedono opere civili né di fondazione. 
Esse possono essere utilizzate anche come stazioni permanenti, se riconfigurate adeguatamente.

## Tipologie di stazioni mobili di emergenza
Esistono diverse tipologie di stazioni mobili di emergenza, ognuna delle quali ha diverse caratteristiche di utilizzo. Di seguito si riporta un breve elenco di tali tipologie.

### Rapid Deployment Units
Le Rapid Deployment Units (Unità a rapida messa in opera) sono delle strutture mobili che possono essere settate rapidamente e che consentono una operatività immediata in spazi ristretti.
Una stazione radio mobile trasportabile su camion struttura è composta da un palo porta antenne, con scala di risalita fino alla sommità, è rigidamente fissato al telaio di base ed è in composto da tronchi cilindrici flangiati, integrati da due o tre ordini di stralli con altezza standard fino a 30 metri.
Una stazione radio integrata trasportabile ha un contenitore di apparati che è costituito da un container speciale da 20" attrezzato in modo da contenere, durante le fasi di trasporto, tutte le infrastrutture di stazione, accessori di montaggio, organi radianti, batterie di accumulatori, apparecchiature elettriche ed apparati radio. La struttura è installabile in loco con rapidità e facilità, privo di opere civili e di fondazione ed adatto a qualsiasi condizione ambientale.
Le stazioni mobili con traliccio telescopico automontante è adatta per l'alloggiamento di uno shelter per apparati con lunghezza fino a 3 metri ed e completa di basi in calcestruzzo; l'installazione può essere completata con una sola giornata di lavoro non essendoci opere civili e di fondazioni in opera.
Una stazione radio con palo poligonale è trasportabile su camion ed è completa di scaletta di risalita con sistema anticaduta (EN353-1) e discesa feeders e cavi di servizio. Il palo, con altezze standard fino a 30 metri, è rigidamente fissato alla base con un giunto flangiato al telaio di travi portanti a loro volta ancorate al basamento realizzato con elementi prefabbricati in calcestruzzo.

### Cell on wheels
Le Cell on Wheels (COW) sono delle stazioni mobili di emergenza; esse sono infrastrutture su carrello omologato per la circolazione stradale e trainabile da automezzi con gancio di traino per peso trainabile fino a 3500 kg.
Sono disponibili modelli con struttura portante corrisponde ad un carrello speciale a due assi con stabilizzatori ripiegabili omologato per la circolazione su strada. Il palo porta antenne, con scala di risalita fino alla sommità, è rigidamente fissato al telaio di base ed è composto da tronchi cilindrici flangiati, integrati da due ordini di stralli con altezza standard fino a 20 metri. La stazione è completa di zavorre laterali in calcestruzzo e piano di lavoro in grigliato, e non richiede opere civili e di fondazione.
Esistono soluzioni con palo telescopico auto-montante; esse consistono in una stazione mobile di emergenza provvista di palo porta antenne, con altezze standard fino a 20 metri, in alluminio ed è formato da tre elementi tubolari telescopici. L'installazione, semplice e rapida, avviene tramite argani manuali. 
Una variante dell'esempio sopra citato è quella che ha un palo telescopico automontante che però può raggiungere altezze maggiori.
Una soluzione analoga di stazione mobile di emergenza, ma più grande è trasportabile su semirimorchio: sono infrastrutture trasportabili da camion con portate fino a 12.000 kg. Il palo porta antenne, con un'altezza standard fino a 30 m, è in acciaio ed è composto da tre elementi tubolari telescopici. L'installazione è facile, veloce e viene eseguita con argani manuali o elettrici.

### Cell on Truck
Le Cell on Truck (COT) sono un tipo di stazioni mobili di emergenza montate su autocarri allestiti con container e palo telescopico auto-montante; sono rapidamente installabili e facilmente trasferibili in funzione delle varie esigenze dell'operatore. Queste stazioni radio base mobili garantiscono la piena operatività nell'arco di tre ore ed in spazi ristretti.
Il telaio di interfaccia con l'autocarro è realizzato con travi in acciaio zincate a caldo ed è completo di quattro piedi stabilizzatori ruotabili che in fase di trasporto si riposizionano sotto il container in sagoma con l'automezzo.
Il container di ricovero apparati e generatori di alimentazione, è una struttura rinforzata con due porte d'accesso ed è divisa da una parete intermedia che crea due room separate (E e A). La room A è usata per alloggiare gli apparati elettrici e radio. La room E è usata come alloggio per gli apparati elettrici e radio. La room E può essere usata come room per le batterie di back-up; durante il trasporto può contenere i sistemi radianti e gli accessori.
Il palo porta antenne, con altezze standard fino a 20 metri, è in alluminio ed è formato da tre elementi tubolari telescopici. L'installazione, semplice e rapida, avviene con argani manuali.